# Peter Høeg
Œuvres principales
- Smilla et l'Amour de la neige

Peter Høeg, né le 17 mai 1957 à Copenhague, est un écrivain danois qui a connu la célébrité avec son roman Smilla et l'Amour de la neige (1992), qui lui vaut le prix Clé de verre et qui est adapté au cinéma sous le titre Smilla par Bille August en 1997.

## Biographie
Il fait des études supérieures à l'Université de Copenhague où il obtient une maîtrise universitaire ès lettres en 1984. Après une période incertaine durant laquelle il est, entre autres, globe-trotter, marin, professeur de sport et danseur, il publie en 1988 son premier roman : L'Histoire des rêves danois (Forestilling om det tyvende århundrede).
La grande diversité de ses activités imprègne ses romans et nouvelles, dont l'accès souvent difficile bénéficie toutefois d'une parfaite maîtrise des genres, d'une érudition très technique et d'une passion souvent contrastée pour son propre pays. Si elle s'apparente au polar ou au roman noir, son œuvre semble échapper à cette classification par trop rapide. Le thème récurrent de la disparition qui déclenche une enquête devient rapidement le prétexte à une quête spirituelle très sombre, parfois fiévreuse jusqu'au délire.

## Œuvre

### Romans
- Forestilling om det tyvende århundrede (1988) Publié en français sous le titre L'Histoire des rêves danois, traduit par Frédéric Durand, Paris, Éditions du Seuil, 1994 ; réédition, Paris, Seuil, Points no 585, 1999
- Fortællinger om natten (1990) Publié en français sous le titre Contes de la nuit, traduit par Inès Jorgensen, Paris, Éditions du Seuil, 2003
- Frøken Smillas fornemmelse for sne (1992) Publié en français sous le titre Smilla et l'Amour de la neige, traduit par Alain Gnaedig et Martine Selvadjian, Paris, Éditions du Seuil, 1995 ; réédition, Paris, Points no 298, 1996
- De måske egnede (1993) Publié en français sous le titre Les Enfants de la dernière chance, traduit par Frédéric Durand, Paris, Éditions du Seuil, 1997 ; réédition, Paris, Points no 2562, 2011
- Kvinden og aben (1996) Publié en français sous le titre La Femme et le Singe, traduit par Frédéric Durand, Paris, Éditions du Seuil, 1998
- Den stille pige (2006) Publié en français sous le titre La Petite Fille silencieuse, traduit par Anne Charlotte Struve, Arles, Éditions Actes Sud, 2007 ; réédition, Arles, Actes Sud, Babel no 1081, 2011
- Elefantpassernes børn (2010) Publié en français sous le titre Les Enfants des cornacs, traduit par Anne Charlotte Struve, Arles, Éditions Actes Sud, 2011
- Effekten af Susan (2014) Publié en français sous le titre Le Pouvoir de Susan, traduit par Frédéric Fourreau, Arles, Éditions Actes Sud, 2019

## Adaptation cinématographique
- 1997 : Smilla, film américano-danois réalisé par Bille August, d'après le roman Smilla et l'Amour de la neige, avec Julia Ormond, Gabriel Byrne, Richard Harris et Vanessa Redgrave